# نانوسور
نانوسور (نام علمی: Nanosaurus) نام یک سرده از راسته پرنده‌کفلان است.